# Snuff (romanzo)
Snuff è un romanzo fantasy umoristico del 2011 di Terry Pratchett, ambientato nel Mondo Disco. È l'ottavo e ultimo romanzo del Ciclo della Guardia. 

## Trama
Samuel Vimes, comandante della guardia cittadina, viene mandato a fare una vacanza di due settimane in campagna, in un posto molto tranquillo. Tuttavia la prima cosa che gli capita è la scoperta di un cadavere e un mistero da risolvere.